# سكان ديسك
سكان ديسك (بالإنجليزية: ScanDisk)‏ هو برنامج كمبيوتر تم إنشاؤه بواسطة ميكروسوفت للكشف عن الأخطاء (المنطقية والفيزيائية) في القرص الصلب أو الحاسوب وتصحيحها، وهذا من أجل ضمان سلامة جميع الملفات.